# Gorno Dobrenoec
Gorno Dobrenoec (macedónul: Горно Добреноец) település Észak-Macedóniában, a Délnyugati körzet Kicsevói járásában, 2013-ig a Drugovói járás része volt, ami teljes egészében beolvadt a Kicsevói járásba.

## Népesség
| Lakosok száma | 347  | 277  | 237  | 120  | 62   | 71   | 56   | 30   |
|               | 1948 | 1961 | 1971 | 1981 | 1991 | 1994 | 2002 | 2021 |

2002-ben 56 lakosa volt, akik mindannyian macedónok.